# Walter Schwabedissen
Walter Schwabedissen (* 16. Juni 1896 in Iven; † 19. Februar 1989 in Gauting) war ein deutscher Generalleutnant der Luftwaffe der Wehrmacht im Zweiten Weltkrieg.

## Leben
Schwabedissen trat am 29. Juli 1914 als Fahnenjunker in das Lauenburgische Feldartillerie-Regiment Nr. 45 der Preußischen Armee ein und wechselte während des Ersten Weltkriegs Mitte Juli 1915 zur Fliegertruppe. Nachdem er am 27. Januar 1915 seine Beförderung zum Leutnant erhalten hatte, absolvierte er ab dem 15. Juli eine Ausbildung als Beobachter in Jüterbog. Danach, ab dem 1. September wechselte er zur Feldflieger-Abteilung 13 und ab dem 28. Februar 1917 zum Armeeflugpark 9. Am 14. Juli ging er zur Flieger-Abteilung 28 und ab dem 26. September zur Flieger-Abteilung 20. Am 12. Januar 1918 erhielt er das Ritterkreuz des Königlichen Hausordens von Hohenzollern mit Schwertern, bevor er am 22. Februar in den Armeeflugpark 4 und ab dem 20. März zur Flieger-Abteilung 3 wechselte. Am 18. Oktober erhielt er die Beförderung zum Oberleutnant.
Nach Kriegsende kehrte er zur Artillerie zurück und erhielt eine Stelle in der neu gegründeten Reichswehr, wo er am 1. März 1928 zum Hauptmann befördert wurde. Im Jahre 1930 war er Leiter des Referats I der Reichswehr (Taktik Ausbildung)/Inspektion 1(L).
Am 1. September 1933 ging er ins Reichsluftfahrtministerium und war dort Gruppenleiter für Flieger-Ausbildung (L A III). Nachdem er am 1. April 1934 zum Major befördert worden war, diente er ab dem 15. Dezember 1934 als Adjutant der Luftwaffe beim Führer und Reichskanzler Adolf Hitler. Anschließend übernahm er ab dem 1. August 1935 die Kampfgruppe Merseburg als Gruppenkommandeur und führte sie auch noch als sie in die I. Gruppe des Kampfgeschwaders 153 umbenannt wurde. Dort erhielt er am 1. Juni 1938 seine Beförderung zum Oberstleutnant und war ab dem 1. Oktober 1936 für ein Jahr an der Wehrmachtakademie in Berlin. Danach wurde er Chef des Stabes im Luftkreis-Kommando II, wo ihn am 1. Juni 1938 die Beförderung zum Oberst erreichte. Am 1. Juli 1939 wechselte er in gleicher Funktion zum Luftgau Kommando III.
Nach Beginn des Zweiten Weltkrieges übernahm er ab dem 3. Oktober 1939 das Amt des Stabschefs des I. Flak-Korps. Anschließend diente er ab dem 26. Juni 1940 dem Wehrmachtbefehlshaber Niederlande in gleicher Funktion. Dort erhielt er am 1. August 1940 seine Beförderung zum Generalmajor, die am 1. Januar 1942 einen Wechsel als Kommandeur zur 2. Nachtjagd-Division nach sich zog. Nach seiner Beförderung zum Generalleutnant am 1. August 1942 wechselte er am 5. September 1943 als Kommandeur zur 5. Jagddivision. Vom 1. Mai 1944 an nahm er die Aufgabe des Generals der Luftwaffe in Dänemark (ab 16. September Kommandierender General der Deutschen Luftwaffe in Dänemark) wahr, bevor er im Januar 1945 die Stelle des Kommandeurs Auffangstab ungarische Luftwaffe, später umbenannt in Kommandeur des Deutsch-Ungarischen Aufbaustabes der Königlich Ungarischen Luftwaffe, übernahm. Ab dem 22. April 1945 befand er sich in der Führerreserve und geriet mit der bedingungslosen Kapitulation der Wehrmacht am 8. Mai in US-amerikanische Kriegsgefangenschaft, aus der er am 6. Juni 1947 entlassen wurde.